# تاریخ تذکره‌های فارسی
تاریخ تذکره‌های فارسی کتابی از احمد گلچین معانی است که در سال ۱۳۴۸ منتشر و برندهٔ جایزه کتاب سال سلطنتی شد.